# Rachel (Nevada)

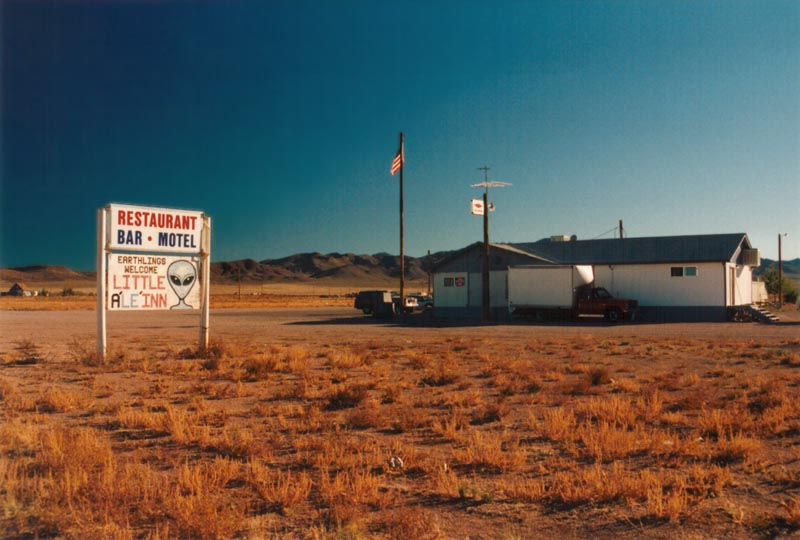
Little A'Le'Inn, o pequeno bar com temática alienígena

Rachel é uma pequena cidade localizada a mais ou menos 160 km ao norte de Las Vegas, Estado de Nevada. É uma região censitária. Segundo o censo efetuado em 2018, tinha uma população de apenas 54 habitantes, contudo no site oficial da cidade temos a informação que atualmente vivem 98 pessoas na localidade.  A cidade desfruta de uma certa celebridade, principalmente entre entusiastas de aviação e ufologistas, por ser a habitação mais próxima da Área 51. Nela existe um motel, um restaurante e um bar.
A cidade fica a cerca de 3 horas de viagem de carro ao norte de Las Vegas pela Nevada Highway 375, popularmente conhecida como "Rodovia Extraterrestre". A pequena cidade recebe um modesto número de visitantes interessados nas atividades secretas do governo dos EUA — a estrutura da cidade conta com uma pequena loja de artigos para turistas, um pequeno hotel de 3 salas e um bar com temática alienígena, chamado A'Le'Inn (um trocadilho para "alien").
A cidade estabeleceu-se devido à mineração de tungstênio, mas as minas cessaram por volta de 1988. A maioria dos habitantes mora em trailers.